# Бисон (Воклиз)
Бисон (фр. Buisson) насеље је и општина у Француској у региону Прованса-Алпи-Азурна обала, у департману Воклиз која припада префектури Карпантрас.
По подацима из 2011. године у општини је живело 272 становника, а густина насељености је износила 28,66 становника/km². Општина се простире на површини од 9,49 km². Налази се на средњој надморској висини од 210 метара (максималној 395 m, а минималној 156 m).

## Демографија
| 1962. | 1968. | 1975. | 1982. | 1990. | 1999. | 2011. |
| ----- | ----- | ----- | ----- | ----- | ----- | ----- |
| 217   | 181   | 148   | 166   | 195   | 264   | 272   |

График промене броја становника у току последњих година